# Amt Ahrensbök

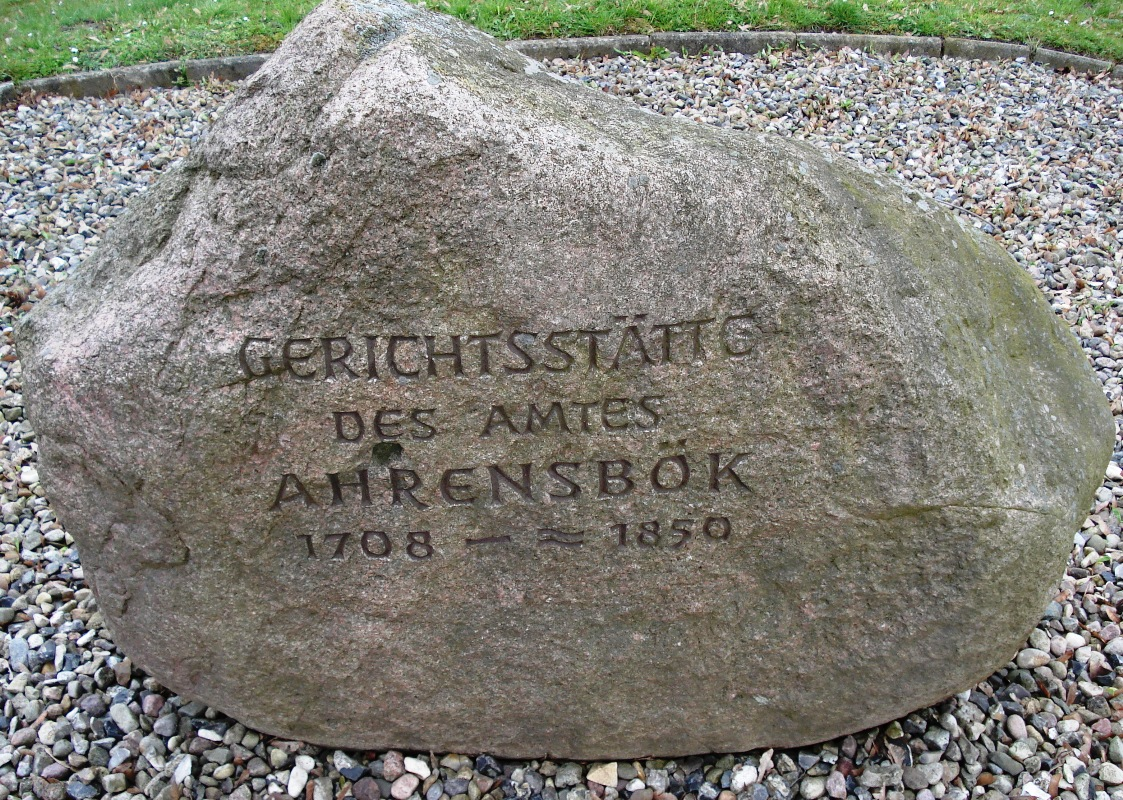
Gedenkstein an die Gerichtsstätte des Amtes Ahrensbök

Das Amt Ahrensbök war ein Verwaltungsbezirk des Herzogtums Schleswig-Holstein-Plön, dann des Herzogtums Holstein und schließlich des Fürstentums Lübeck. Heute gehört es zum Kreis Ostholstein in Schleswig-Holstein.

## Geschichte
Das Amt Ahrensbök entstand im 16. Jahrhundert durch Säkularisation der Besitzungen des Klosters Ahrensbök. Ab 1622 war es ein Teil des Herzogtums Schleswig-Holstein-Plön und wurde zusammen mit dem Amt Plön verwaltet.
1761 fiel der Territorialbesitz der Linie Schleswig-Holstein-Plön – nach dem Aussterben dieser Seitenlinie – an die dänische Krone heim.
1842 kamen mit dem Plöner Vertrag aus dem Amt Ahrensbök die Dörfer Fassensdorf, Garkau und Gothendorf, der holsteinische Anteil an Gleschendorf, der holsteinische Anteil an Ratekau (u. a. mit der Feldsteinkirche Ratekau und dem Patronat), der holsteinische Anteil an Schürsdorf und Schulendorf an das Fürstentum Lübeck.
Im Ergebnis des Deutsch-Dänischen Krieges und des Wiener Friedens mit Dänemark 1864 und der Gasteiner Konvention vom August 1865 kam Holstein zunächst unter österreichische Verwaltung und wurde in Folge des Deutschen Krieges und des Prager Friedens im August 1866 an Preußen abgetreten. Zum teilweisen Ausgleich von Ansprüchen des Hauses Oldenburg an Holstein trat Preußen an den Großherzog von Oldenburg im Kieler Vertrag vom 23. Februar 1867 das Amt Ahrensbök (ohne Travenhorst) ab. Am 19. Juni 1867 ging das Amt an das Fürstentum Lübeck über. Damit war nun eine Verbindung die beiden Teile des Fürstentums (Eutin und Schwartau) erreicht. Es umfasste die Gemeinden: Flecken Ahrensbök, Landgemeinde Ahrensbök, Gemeinde Gnissau, Gemeinde Curau, Gemeinde Süsel. Im gleichen Jahr erhielt das Amt Ahrensbök auch ein eigenes Amtsgericht.
1879 wurden die Ämter im Fürstentum Lübeck aufgelöst, sodass die bestehenden 19 Gemeinden nun unmittelbar dem Regierungspräsidium in Eutin unterstellt waren; die gerichtliche Zuständigkeit war bereits vorher auf die drei Amtsgerichte Eutin, Ahrensbök und Schwartau übergegangen.